# Heinen Delfts Blauw

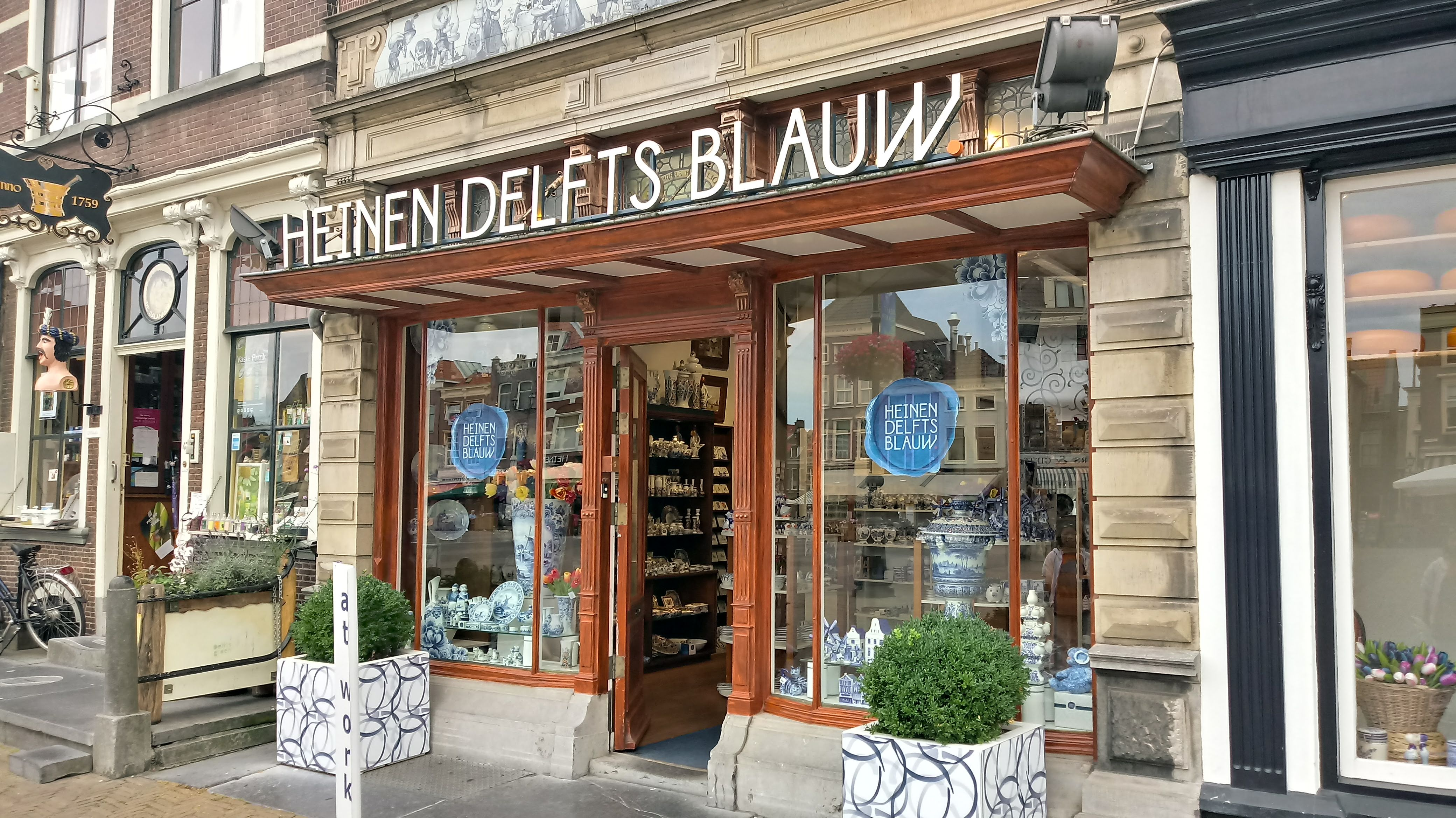
De winkel van Heinen Delfts Blauw in Delft.

Heinen Delfts Blauw is een producent van Delfts blauw aardewerk. Het hoofdkantoor bevindt zich in Putten. In China staat een fabriek voor de productie van Delfts blauwe souvenirs. Anno 2020 heeft het aardewerkbedrijf tien winkels: in Amsterdam, Delft, Amerika, Bonaire en op Curaçao.

## Geschiedenis
Het bedrijf is opgericht door Jaap Heinen uit Spakenburg. Deze schilder maakte taferelen in de Japanse en Chinese Imari-stijl en de Delfts blauwe schilderkunst. Delfts blauw ontstond aan het einde van de 16e eeuw als alternatief voor het dure blauw-op-wit porselein uit China. In tegenstelling tot Chinees porselein, wordt Delfts blauw aardewerk niet gemaakt van porseleinaarde, maar van samengestelde kleien, verven en glazuren.
Aan het begin van de jaren tachtig verhuisde het bedrijfje naar Putten. Zoals in Rijswijk wordt ook op deze vestiging op authentieke wijze Delfts blauw aardewerk gemaakt, zoals het samenstellen van de klei, de verf, het gieten van de vormen, het bakken, schilderen en glazuren. In 1985 wordt het eerste pand in Amsterdam gekocht, een atelier aan de Prinsengracht, vlak bij de Leidsestraat. Er werd ook een winkel geopend aan de Spiegelgracht, waar ook Delfts blauw aardewerk van Koninklijke Tichelaar Makkum en De Porceleyne Fles (Royal Delft) verkocht werd. In de jaren die volgden werden er steeds meer winkels geopend, waaronder in de monumentale Munttoren in Amsterdam, en in Delft. In 2010 werd een eigen fabriek in China geopend, om naast het handschilderwerk uit Nederland ook Delfts blauwe souvenirs te kunnen maken. In 2014 werd een winkel geopend op Curaçao.
In 2019 kreeg premier Rutte een Delfts blauw vaasje overhandigd door Jorrit Heinen, na zijn controversiële opmerking dat 'Nederland als een vaasje is dat zomaar kapot kan vallen'. Ook haalde het bedrijf het nieuws door het maken van de twee grootste Delfts blauwe vazen ter wereld. De twee vazen wegen ieder ruim 250 kilo en zijn drie meter hoog en met de hand gemaakt en beschilderd.

## De Delfts Blauw Fabriek PAAUW
De fabriek (voorheen de Delftse Pauw) stond tot 2021 op de grens tussen Rijswijk en Delft in de Nederlandse provincie Zuid-Holland.
In december 2019 kwam de PAAUW landelijk in het nieuws door de aankomst van de grootste Delfts blauwe vazen ter wereld. De twee vazen werden per VOC-schip, het Statenjacht Utrecht, naar de fabriek in Rijswijk gebracht en daar onthuld door Delfts blauw expert Robert Aronson van het tv-programma Tussen Kunst en Kitsch, Suzanne Klüver (conservator bij Museum Prinsenhof) en Jorrit Heinen. Dit in verband met het landelijke themajaar de Gouden Eeuw.

## Samenwerking bekende ontwerpers
Bekende ontwerpers die een lijn ontworpen hebben voor Heinen Delfts Blauw:
- Richard Hutten - 'Nieuw Blauw' vazencollectie
- Janny van der Heijden - 'Sharing Moments' collectie
- Boris van Berkum - 'Kabra Blauw' beeld, aandenken Herdenkingsjaar Slavernijverleden[6]
- Debbie Wijskamp - 'Blauw Bloesem' serviesset
- Romy Kühne - 'Blauw Vouw' serviesset
- Redmer Hoekstra - wandborden collectie
- Loes van Delft - wandborden & vazen collectie
- Victor de Bie - 'Foudamour' collectie
- Pepijn van den Nieuwendijk - 'De Blauwe Dodo' beelden
- Geke Lensink - 'Blauw Festival' serviesset
- Jacob de Baan - 'Blu Halo' verlichtingsserie
- Sylvain Tegroeg - 'De Blauwe Fiets'
- Marcel Wanders - 'Tabernacle'
- Heiko Balster & Merlijne Marell - Kaststel Masterly The Hague
- Malika Novi - 'Magnolia' vases
- My Jewellery - 'Dutch Selection'

## Fotogalerij

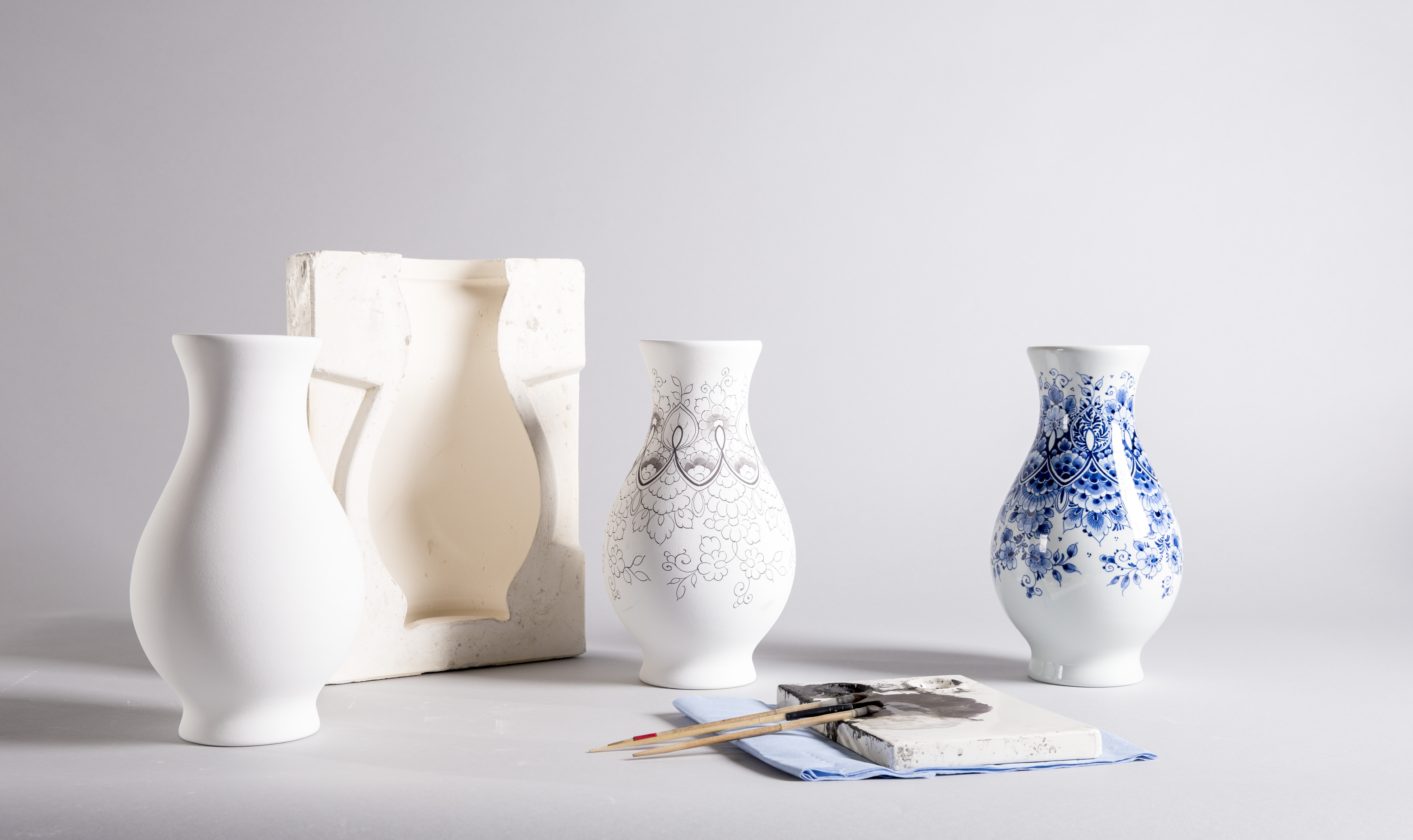
Delfts blauw aardewerk, van begin- tot eindproduct
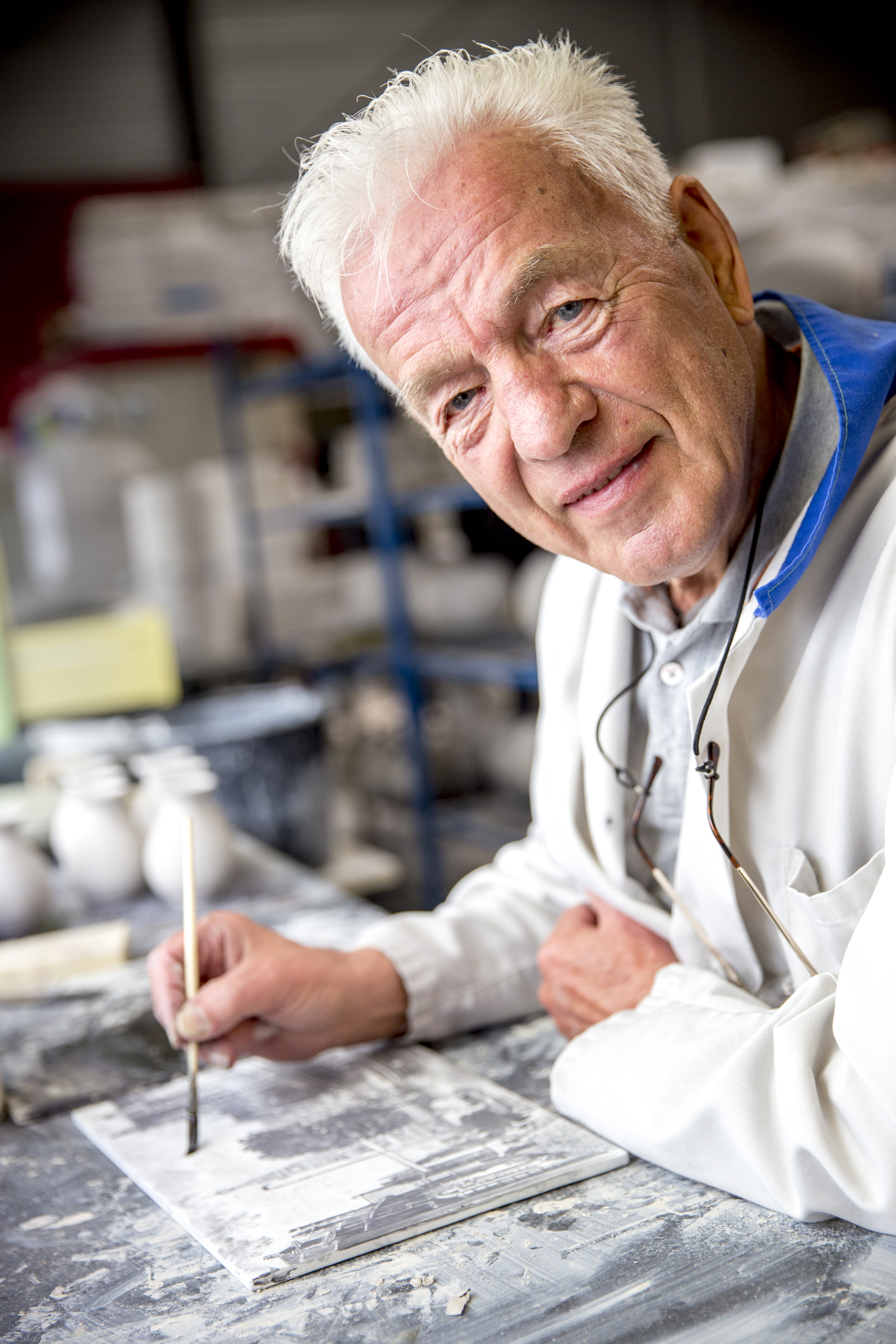
Jaap Heinen
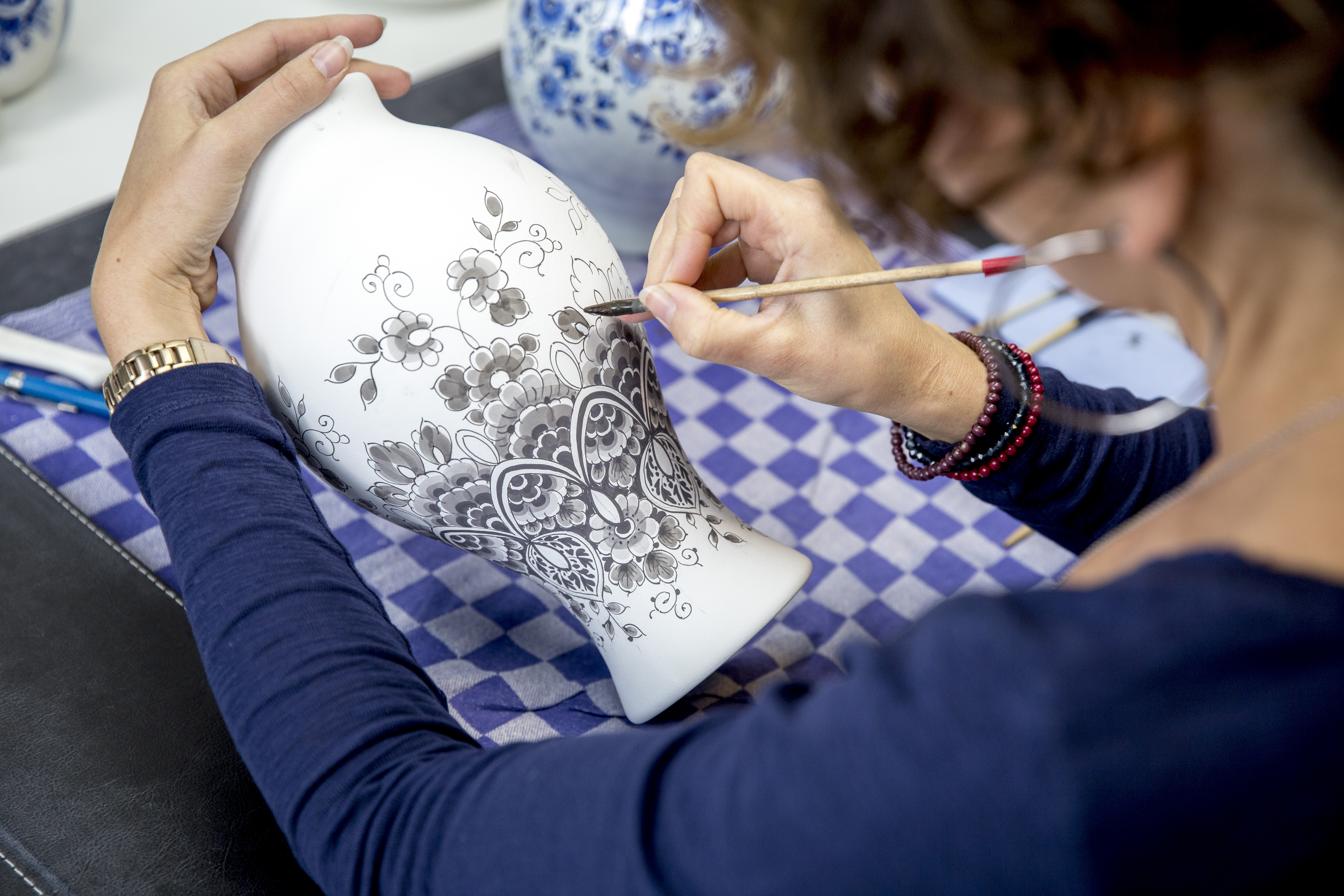
Wanneer de plateelschilder de verf aanbrengt is deze nog grijs. Na het verhitten komt de karakteristieke Delfts blauwe kleur tevoorschijn
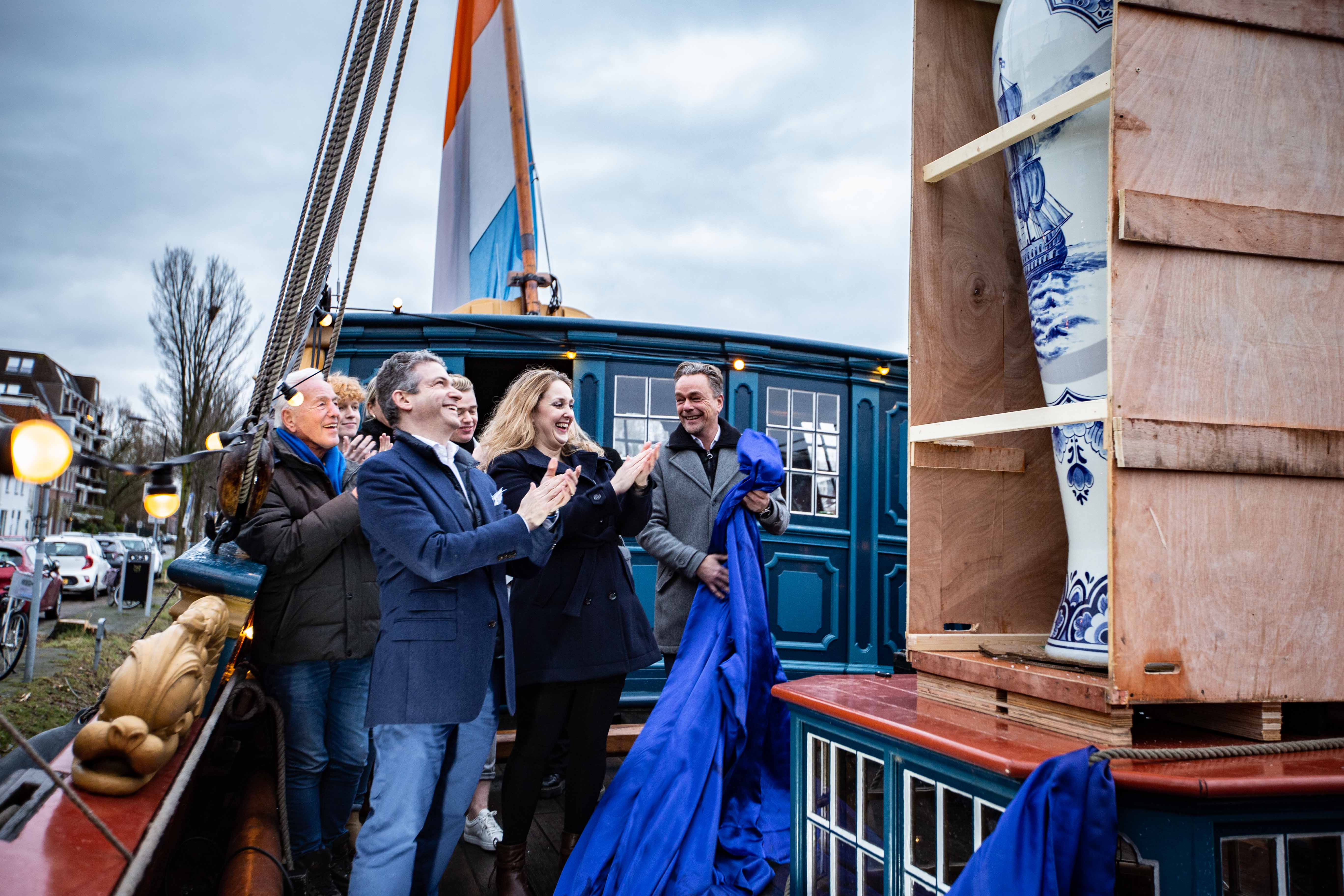
De onthulling van de grootste Delfts blauwe vazen ter wereld
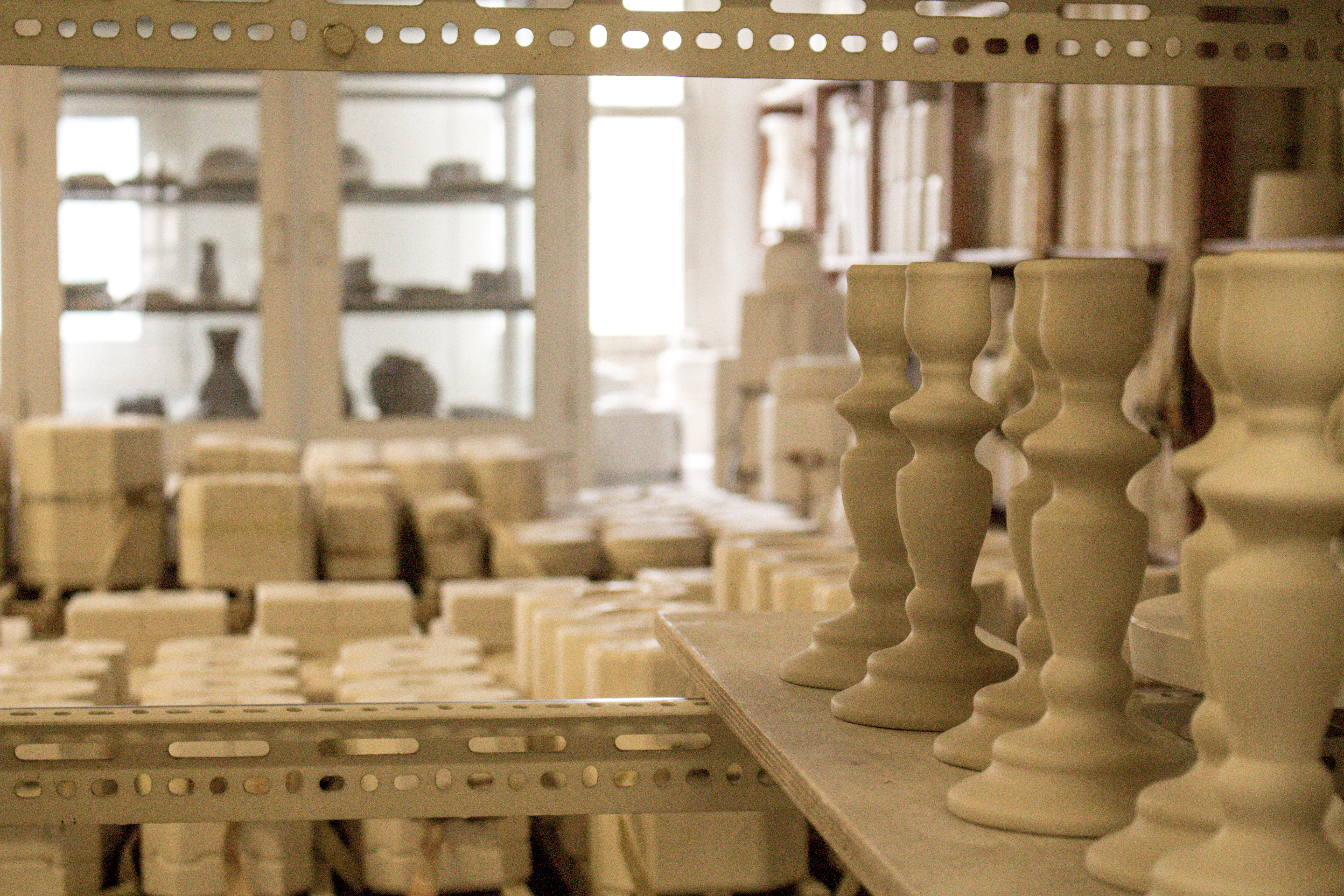
In het hele maakproces
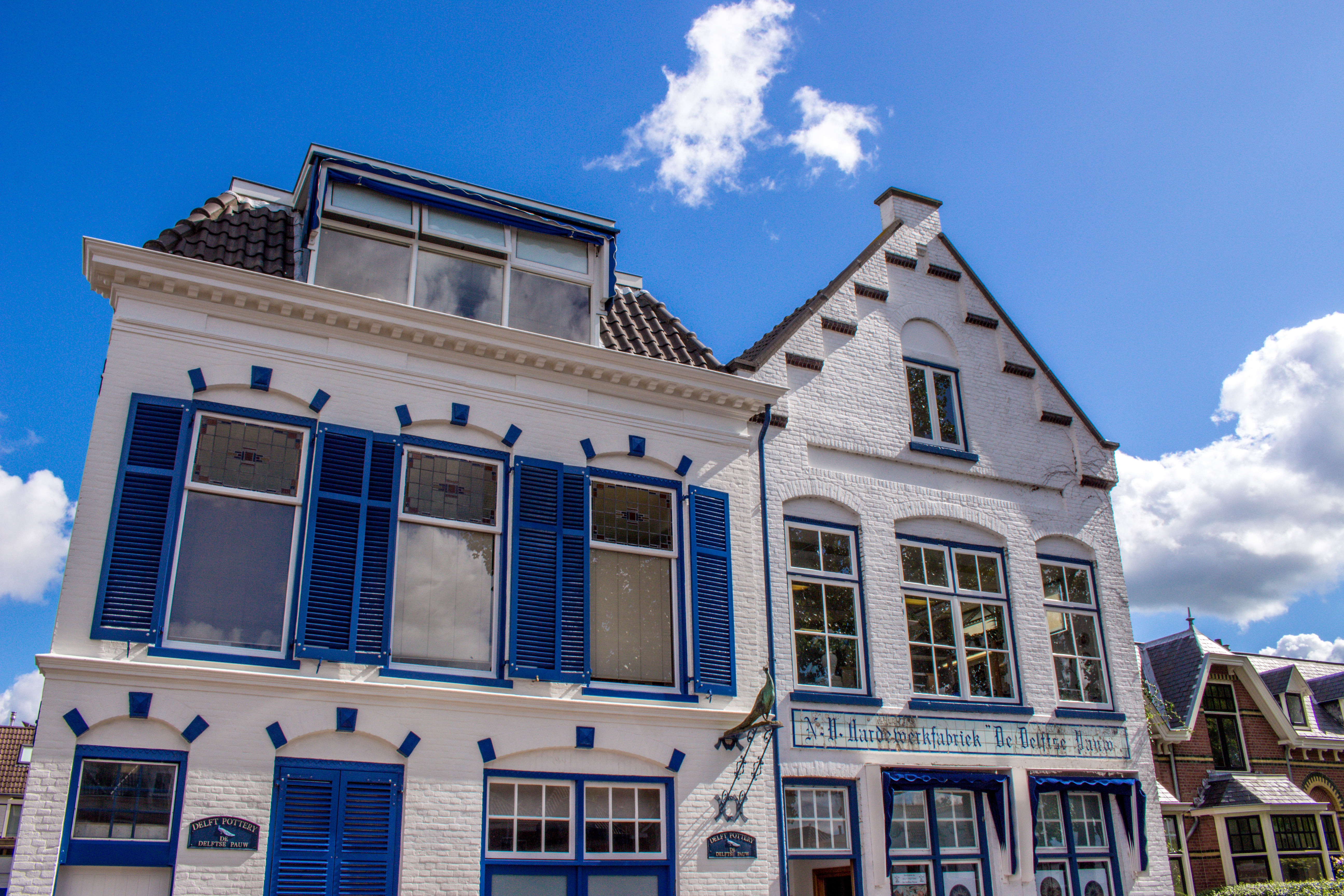
De gevel van de Delfts Blauw Fabriek PAAUW